# (7659) 1993 CP1
1993 سي بي 1 (ويعرف أيضًا باسم (7659) 1993 سي بي 1 وفق تسمية الكوكب الصغير) (بالإنجليزية: 1993 CP1)‏ هو كويكب ضمن حزام الكويكبات؛ وترتيبه 7659 من حيث الاكتشاف.
اكتُشف هذا الجُرم الفلكي بواسطة هيروشي كانيدا في 15 فبراير 1993.

## وصلات خارجية
- (7659) 1993 CP1 في قاعدة بيانات مختبر الدفع النفاث لأجرام النظام الشمسي الصغيرة

- الاكتشاف · مخطط المدار ·  العناصر المدارية · المعلمات المادية

- (7659) 1993 CP1 على موقع ويكي سكاي: DSS2, SDSS, GALEX, IRAS, Hydrogen α, X-Ray, Astrophoto, Sky Map, Articles and images